# West Cape Howe Nemzeti Park
A West Cape Howe Nemzeti Park Nyugat-Ausztráliában található, Perthtől 390 kilométernyire délkeletre, Albany és Denmark városok közt helyezkedik el a Great Southern régióban. Torbay Head, Nyugat-Ausztrália legdélebbi pontja a park területén található. A park mintegy 23 kilométeres tengerparti részt is magába foglal Lowlands Beach and Forsythe Bluff között.

## Története
A parkot 1977-ben hozták létre. A területet az Albany városhoz tartozó vidék lakosságának pihenőhelyéül szánták. 1985-ben C osztályú természetvédelmi területté nyilvánították és a National Parks and Nature Conservancy Authority fennhatósága alá került. 1987-ben az északi részéhez csatoltak egy 41 hektáros védett erdőszakaszt, majd átminősítették nemzeti parkká. A park manapság 3517 hektár méretű. A veszélyeztetett és ritkaságnak számító Main orgyilkos pók élőhelye, melyre egy 2008-as felmérés során bukkantak.

## Flórája
A parkban tarkalevelű eukaliptusz, parti fenyérek és vizes élőhelyek találhatóak, amelyek mind hozzájárulnak e terület változatos fajgazdagságához. A William-tó környékén palkafélék és a ritka Amperea volubilus egyedei is megtalálhatóak, valamint eddig meg nem nevezett Melaleuca fajok is fellelhetőek. A Cephalotus növénynemzetség tagjai szintén e park területén is megtalálhatóak.

## Fordítás
Ez a szócikk részben vagy egészben  a   West Cape Howe Nemzeti Park című angol Wikipédia-szócikk ezen változatának fordításán alapul.  Az eredeti cikk szerkesztőit annak laptörténete sorolja fel. Ez a jelzés csupán a megfogalmazás eredetét és a szerzői jogokat jelzi, nem szolgál a cikkben szereplő információk forrásmegjelöléseként.